# Pierwiosnek (Mickiewicz)
Pierwiosnek – wiersz napisany w 1820 roku przez Adama Mickiewicza. Rozpoczyna tomik poezji „Ballady i Romanse”

## Budowa
Utwór dzieli się na 10 strofek po 4 wersy ośmiosylabowe. Rymy paroksytoniczne, ścisłe, bogate. W pierwszej zwrotce monorymy, w trzeciej rymy okalające, w pozostałych zwrotkach krzyżowe. Nie licząc pierwszej strofy, wiersz ma formę dialogu pomiędzy osobą opisaną jako „Ja” (można ją utożsamiać z autorem) i „Kwiatkiem”, który wstał zbyt wcześnie z zimowego uśpienia.

## Treść
Zawartość merytoryczna według kolejnych zwrotek:
1. 1. Dowiadujemy się o czasie akcji - poranek.
  2. Pierwiosnek przebija się na powierzchnię.
2. Ja
  1. Rozpoczyna się dialog, podmiot liryczny ostrzega Kwiatka, że warunki dla roślin nadal nie są korzystne:
    1. „Jeszcze północ mrozem dmucha”,
    2. „Z gór białe nie zeszły pleśnie”,
    3. „Dąbrowa jeszcze nie sucha”.
3. Ja
  1. Podmiot stara się przekonać Kwiatka, by ten wrócił pod ziemię.
  2. Kolejne ostrzeżenia:
    1. nadal pojawia się szron,
    2. poranna rosa jest tak zimna, że zmienia się w lód.
4. Kwiatek
  1. Kwiatek odpowiada, że lepiej żyć jedną chwilkę szczęśliwie, niż wiele lat w smutku.
  2. Poruszony temat ulotności życia.
5. Kwiatek
  1. Zamiast zejść pod ziemię, Kwiatek proponuje, by osoba mówiąca zerwała go i uplotła z niego wianek dla „bogów” w ofierze, dla „druha” lub dla „kochanki”, zapewniając, że „Wianek to będzie nad wianki”.
6. Ja
  1. Podmiot dziwi duma, z jaką kwiatek się do niego odnosi.
    1. Mówi o „pochodzeniu” Kwiatka: „W podłej trawce, w dzikim lasku” i o jego mało zachwycającym wyglądzie: „Mało wzrostu, mało blasku”.
7. Ja
  1. Ciąg dalszy wymieniania cech Kwiatka.
    1. Krytyczne porównanie z tulipanem, lilią i różą, jako wzorami kwiecistego piękna.
8. Ja
  1. Podmiot wplątuje Kwiatka do wianka.
  2. Pytanie o źródło pewności, co do ciepłego przyjęcia wianka przez przyjaciół lub kochankę.
9. Kwiatek
  1. Kwiatek nazywa siebie „aniołkiem wiosny”.
  2. Przyjaźń jest czymś skromnym, tak samo jak pierwiosnek.
10. Kwiatek
  1. Pyta o swoją stosowność jako prezent dla kochanki „niebieską Marylkę” (zob. Maryla Wereszczakówna).
  2. Kwiatek przewiduje fiasko związku podmiotu lirycznego z Marylką.

## Geneza
Utwór powstał między lipcem a grudniem 1820 roku, wydrukowany zaś został w roku 1822 w Wilnie. Jest jednym z wielu wierszy nawiązujących do nieszczęśliwej miłości Adama Mickiewicza z Marylą Wereszczakówną.